# Хестидо, Альваро
А́льваро Пелегри́н Хести́до (исп. Álvaro Pelegrín Gestido) (17 мая 1907, Монтевидео — 18 января 1957, Санта-Клара-дель-Оримар) — уругвайский футболист, полузащитник и защитник. Игрок сборной Уругвая, Олимпийский чемпион 1928 года, чемпион мира 1930 года, бронзовый призёр Чемпионата Южной Америки 1929 года.

## Биография
Выступал за уругвайские футбольные клубы «Чарли Сольферино» (в начале карьеры) и, в основном, за «Пеньяроль». Семикратный чемпион страны. С 1927 по 1940 год в составе сборной Уругвая провёл 25 матчей, включая финал первого в истории чемпионата мира.
Младший брат Оскарa Диего Хестидо — президента Уругвая в 1967 году.

## Титулы
- Чемпион Уругвая (7): 1928, 1929, 1932, 1935, 1936, 1937, 1938
- Чемпион мира (1): 1930
- / Олимпийский чемпион (1): 1928